# 青森県道186号桑野木田南広森線
青森県道186号桑野木田南広森線（あおもりけんどう186ごう くわのきだみなみひろもりせん）は、青森県つがる市を通る一般県道である。

## 概要
つがる市柏桑野木田で青森県道154号妙堂崎五所川原線現道から分岐し、国道101号およびJR五能線と交差して、つがる市木造吹原で青森県道12号鰺ケ沢蟹田線に合流する。

### 路線データ
- 起点：つがる市柏桑野木田[1]
- 終点：つがる市木造吹原[1]

## 歴史
- 1961年（昭和36年）2月10日 - 県道に認定される[1]。

## 路線状況

### バイパス
- 柴田バイパス

### 重複区間
- 青森県道245号稲盛千代町山田線（つがる市森田町上相野 - つがる市森田町下相野）

## 地理

### 交差する道路
- 青森県道154号妙堂崎五所川原線（つがる市柏桑野木田、起点）
- 国道101号（つがる市森田町上相野）
- 青森県道245号稲盛千代町山田線（つがる市森田町上相野）
- 青森県道245号稲盛千代町山田線（つがる市森田町下相野）
- 青森県道187号越水木造線（つがる市木造柴田）
- 青森県道12号鰺ケ沢蟹田線（つがる市木造吹原、終点）

### 沿線の施設など
- 小中野公民館
- 育成簡易郵便局
- つがる市立育成小学校
- 薬師寺
- 高皇産霊人神社
- つがる市立穂波小学校
- つがる市営斎場